# Czech Coal
Skupina Czech Coal se zabývá těžbou a prodejem hnědého uhlí, obchodem s povolenkami na emise skleníkových plynů, výrobou tepla v teplárnách a poskytováním souvisejících služeb. Společnost zprostředkovaně vlastní kontroverzní podnikatel Pavel Tykač.
Skupinu tvoří především obchodní společnost Czech Coal a.s., a těžařská společnosti Vršanská uhelná a.s. a servisní společnost Coal Services a.s.. Do skupiny rovněž patří řada obslužných společností a majetkové účasti v regionálních teplárnách. Do skupiny do začátku roku 2011 patřila i společnost REN Power CZ podnikající v oblasti obnovitelných zdrojů energie. V roce 2013 se ze skupiny Czech Coal oddělila společnost Litvínovská uhelná a.s. – dnešní Severní energetická a.s.

## Historie

### Ovládnutí Mostecké uhelné společnosti soukromými vlastníky

#### 1993
V roce 1993 za vlády Václava Klause stát dal do kupónové privatizace necelou polovinu akcií Mostecké uhelné společnosti (MUS, IČ 49101463), dále 5 % akcií převedl na obce v okolí dolů obce a 46 % si nechal v očekávání, že spolu s obcemi si udrží kontrolu nad firmou.

#### 1995 až 1999
V roce 1995 se stal členem představenstva MUS podnikatel Antonín Koláček, později pak i jejím finančním ředitelem a předsedou představenstva. Ten zároveň vlastnil obchodníka s cennými papíry Newton Financial Management Group a.s. (v roce 1997 se spoluvlastníkem stal podnikatel Marek Čmejla). V lednu 1997 poskytla MUS Newtonu úvěr ve výši dvou a půl miliardy korun. Newton následně začal skupovat akcie MUS od drobných akcionářů i investičních fondů, později i od obcí.
Když se o těchto aktivitách dozvěděl Fond národního majetku spravující 46 % podíl, pokusil se část volných akcií vykoupit a v březnu 1998 požádal představenstvo kvůli hrozbě nepřátelského převzetí o svolání mimořádné valné hromady. Dne 24. dubna 1998 se konala mimořádná valná hromada, které se účastnilo 96,4% akcionářů. Tato valná hromada neschválila návrh FNM na odvolání celého představenstva (kromě předsedy Oldřicha Klimeckého), včetně Antonína Kolácka a Luboše Měkoty, když pro tento návrh hlasovalo 48,1 % přítomných akcionářů. Stát tak ztratil kontrolu nad MUS.
Akcie vlastnila zejména ve Švýcarsku sídlící společnost Investenergy. Tuto v roce 1997 založil a vlastnil Čechošvýcar Jiří Diviš, v roce 1998 v ní majoritní podíl získala neznámá Appian Group se sídlem v USA.
V květnu 1999 oznámila společnost Investenergy, že vlastní 50,02 % akcií a stát se tak stal minoritním vlastníkem. Vláda Miloše Zemana pak prodala firmě v červenci 1999 zbývající podíl 46,29% akcií za 650 milionů korun. Podle některých odhadů měla firma v roce 1999 hodnotu 18 miliard korun. Ačkoliv oficiálně patřila firma Appian americkým investorům, ve skutečnosti za ní stáli, jako ukázalo vyšetřování švýcarské policie, čeští podnikatelé - původně manažeři tohoto podniku s majoritním vlastnictvím státu - Antonín Koláček, Jiří Diviš, Oldřich Klimecký, Marek Čmejla, Petr Kraus a Luboš Měkota, dále s nim spolupracoval Belgičan Jacques de Groote. Podle vyšetřování policie bylo na nákup majoritního balíku akcií použity vlastní prostředky Mostecké uhelné ve výši přibližně 3 miliardy korun. Tento podvod začala vyšetřovat v roce 2005 švýcarská policie a na tamních účtech zablokovala 13 miliard korun.
Švýcarský soud odsoudil v říjnu 2013 bývalé manažery MUS Diviše, Koláčka, Čmejlu, Krause a Klimeckého k nepodmíněným trestům vězení za podvody a praní špinavých peněz. Měkota v roce 2013 zemřel. 20. června 2012 Česká policie oznámila, že začala stíhat Antonína Koláčka, Marka Čmejlu, Jiřího Diviše, Luboše Měkotu, Oldřicha Klimeckého a Petra Krause pro podezření, že vyvedli ze společnosti 150 milionů dolarů a použili je na nákup akcií této firmy. K obvinění z trestných činů zneužití informace a postavení v obchodním styku přibylo v říjnu ještě obvinění z podvodu při privatizaci, den před tím jim obstavila bankovní účty, cenné papíry a nemovitosti. Obvinění tvrdí, že jsou zcela nevinní a naopak tvrdí „Společnost jsme zachránili a státu pomohli zbavit se opravdu horké brambory.“

### 2003–2005
V roce 2003 byla MUS zrušena bez likvida, právním nástupcem se stala společnost Ležáky, a. s. (IČ 25428799), následně přejmenovaná na Mostecká uhelná společnost, a.s., právní nástupce.
V květnu 2005 se majitelem společnosti stala Severočeská uhelná a.s. (IČ 27261824, nyní Czech Coal Services a.s.), kterou ovládala čtveřice manažerů a členů statutárních orgánů Appian Group a MUS ve složení Antonín Koláček (40 %), Luboš Měkota (40 %), Vasil Bobela (10 %) a Petr Pudil (10 %). V červenci 2005 společnost zanikla s převodem jmění na jediného akcionáře, Severočeskou uhelnou, která se následně přejmenovala na Mostecká uhelná a.s.

### 2006–2008
100 % vlastníkem společnosti se stala Czech Coal N.V., vlastněna dosavadními akcionáři. Ta v dubnu 2006 prodala 40 % podíl ve společnosti na Kypru sídlící společnost Indoverse Czech Coal Investments Limited, za kterou stál Pavel Tykač, v roce 2007 získala dalších 9 % a v roce 2009 další 1 %, čímž držela 50 % podíl.
V říjnu 2008 byla Mostecká uhelná a.s. (IČ 27261824) rozdělena odštěpením se založením nových nástupnických společností Litvínovská uhelná a.s. (IČ 28677986, nyní Severní energetická) a Vršanská uhelná a.s. (IČ 28678010), v prosinci se pak přejmenovala na Czech Coal Services a.s.

### 2008–2010
V roce 2008 Koláček a Měkota prodali své podíly v Czech Coal N. V. Bobelovi a Pudilovi. V prosinci 2010 se stala stoprocentním vlastníkem společnosti Czech Coal N.V. firma Indoverse Czech Coal Investments Limited Pavla Tykače.
V červenci 2010 byla Czech Coal Services rozdělena odštěpením, kombinací rozdělení odštěpením se vznikem nové Coal Services a.s. (IČ: 28727932) a rozdělení odštěpením sloučením se společností Czech Coal a.s. (IČ: 25764284, dříve Synergo Group, a.s. a Appian Group a.s.).

## Hlavní obory činnosti skupiny Czech Coal

### Hnědé uhlí
Těžba hnědého uhlí probíhá ve dvou lokalitách (Lom ČSA (do roku 2013) a Vršany) na Mostecku. Prodej uhlí je pak směrován do elektroenergetiky, do tepláren a závodových elektráren a do domácností a malých kotelen.

### Elektrická energie
Společnost Czech Coal a.s. se zabývala i nákupem a prodejem elektrické energie prostřednictvím Energetické burzy Praha (PXE). Zákazníkům nabízela dodávku silové elektřiny a zajištění distribučních služeb.

### Teplo
Skupina Czech Coal investuje do tepláren a podnikových energetik spalujících mostecké hnědé uhlí.

### Emisní povolenky
Czech Coal je účastníkem národního rejstříku obchodování s povolenkami na emise skleníkových plynů.